# Berthold Stölzer
Berthold Stölzer (* 21. Februar 1881 in Sömmerda im Landkreis Weißensee; † 1943 in Hannover) war ein deutscher Bildhauer und Exlibris-Künstler.

## Leben

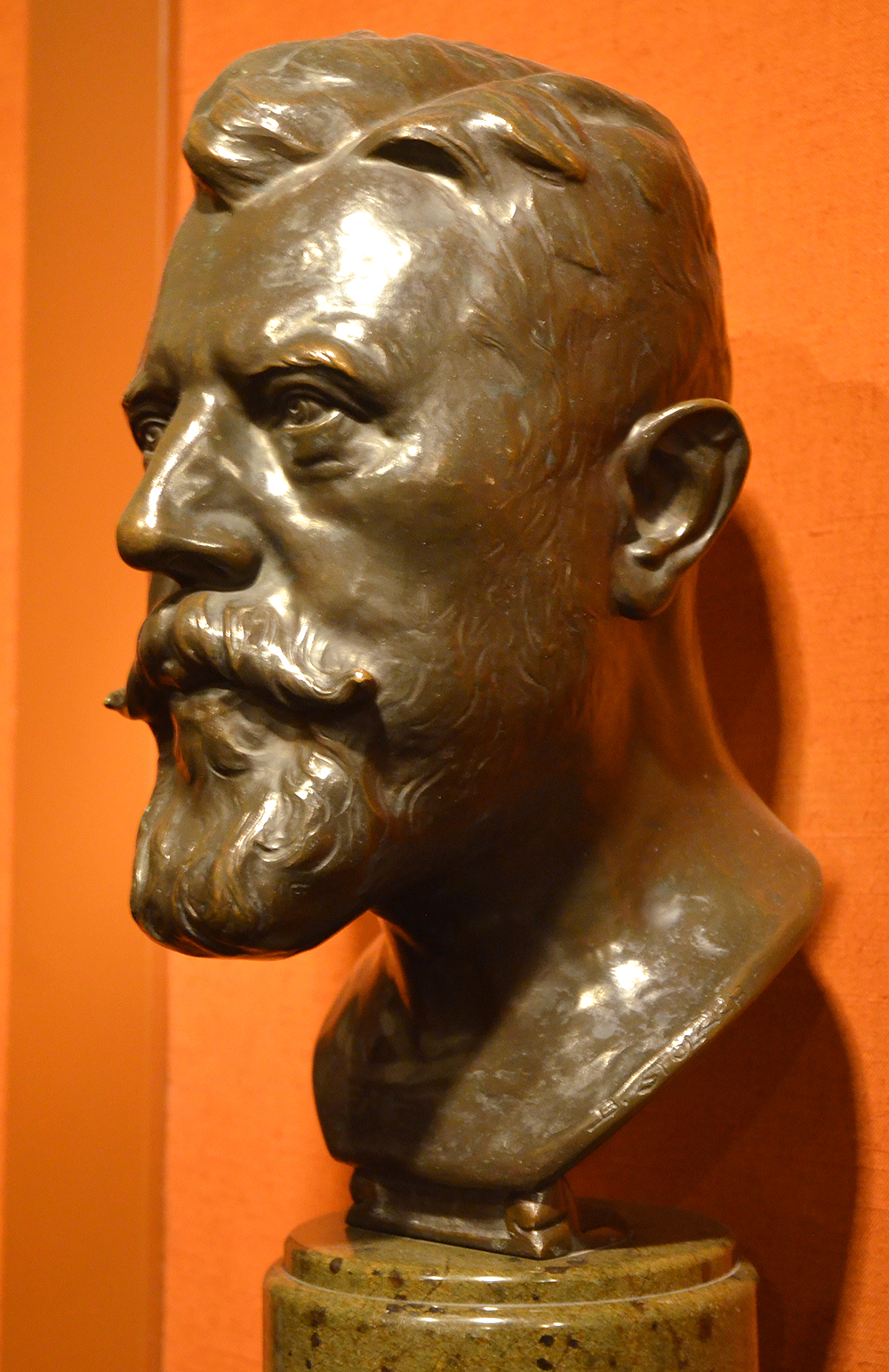
Mit „B. Stölzer“ signierter bronzener Kopf des Architekten Gustav Halmhuber im Foyer des Hodlersaales im Neuen Rathaus von Hannover

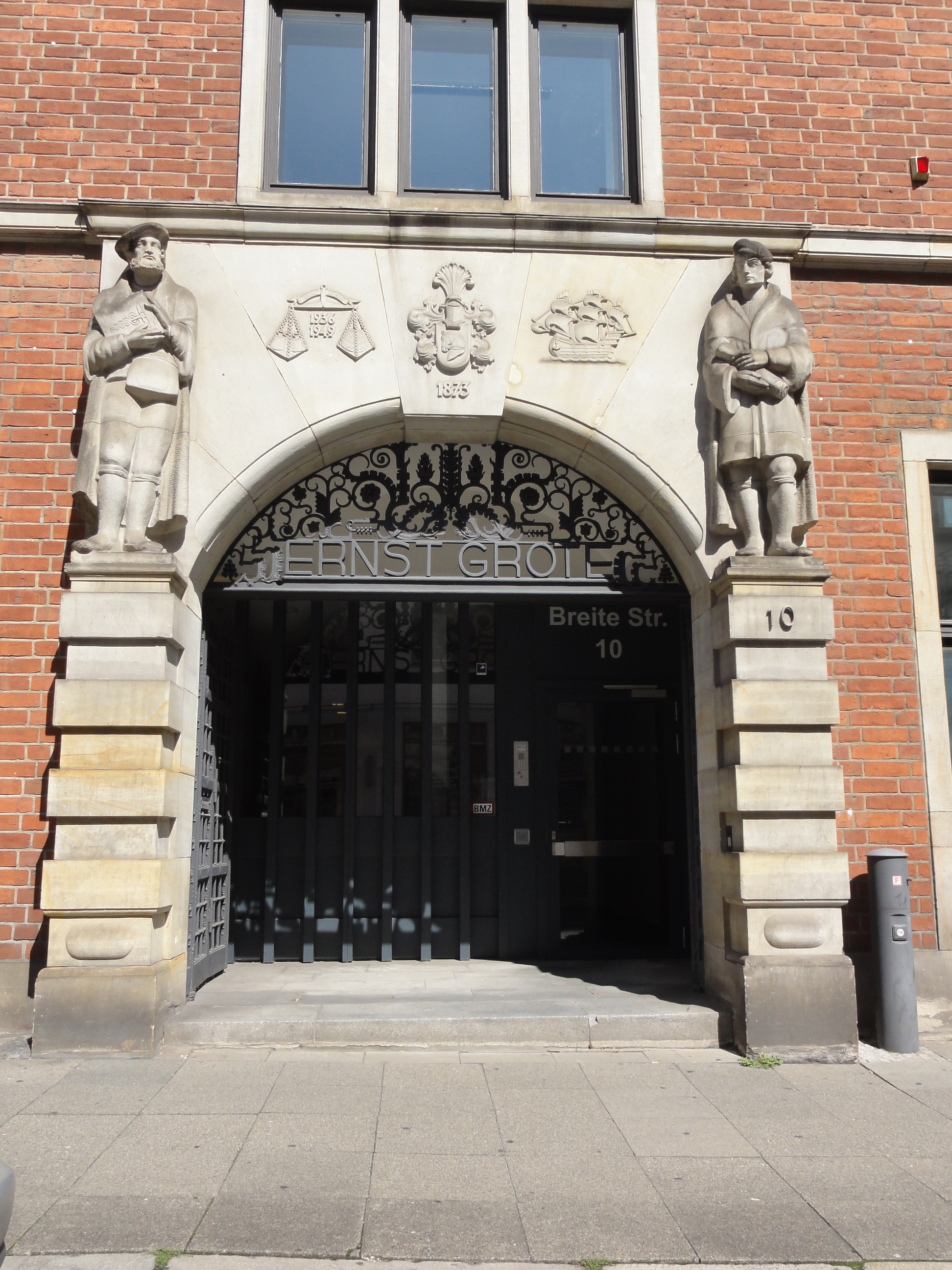
1935 gehauene Kaufmannsleute am Eingang zum Grotehaus, Breite Straße 10 in Hannover; 1949 von Ludwig Vierthaler nach Stölzer neu geschaffen

Über das Leben Berthold Stölzers scheint kaum etwas bekannt. Seine Kunstfertigkeit als Bildhauer brachte er sich als Autodidakt offenbar großteils selbst bei.
Neben Werken aus Marmor, Messing- oder Bronzeguss, die teils ihren Weg in Museen und Galerien fanden, schuf der Künstler beispielsweise Ehrenmäler, die in den Städten Celle, Hannover und Hildesheim installiert wurden. Im graphischen Bereich wirkte Stölzer zudem als Exlibriskünstler.
1935 schuf Stölzer unter anderem zwei lebensgroße Kaufmanns-Figuren als Teil der Bauplastik am Werkstein-Portal des hannoverschen Grotehauses. Das Gebäude wurde durch die Luftangriffe auf Hannover während des Zweiten Weltkrieges im Jahr 1943 zerstört – im selben Jahr kam Stölzer ums Leben – doch wurden die Skulpturen in der Nachkriegszeit nach Stölzers Vorlage im Jahr 1949 durch Ludwig Vierthaler an dem nach der Firma des Kaffee-Kaufmannes Ernst Grote benannten Gebäude unter der Adresse Breite Straße 10 neu installiert.

## Weitere Werke (Auswahl)
In öffentlichem Besitz:
- Stadt Hannover: Der Mar (Bronze); Bocksprünge (Messing)
- Vanitas (Bronzefigur), Nationalgalerie, Berlin
- Niedersächsisches Landesmuseum Hannover: Sinnendes Mädchen (Marmor); Torso (Marmor)